# 何様ですか?
『何様ですか?』（なにさまですか?）は、枝松蛍による日本の小説。巻末解説は書評家・ミステリ評論家の福井健太。

## 概要
2015年の第14回『このミステリーがすごい!』大賞で、最終候補に残るも落選。しかし、隠し玉（編集部推薦）として、加筆修正を加えた後に2016年7月に宝島社文庫より刊行された。
出版時の帯では「戦慄のブラックどんでん返し」と紹介されている。同じく同年の隠し玉を受賞した才羽楽の『カササギの計略』も同時に刊行され、こちらは帯で「心温まるホワイトどんでん返し」と紹介されており、どちらの帯にも「今年の隠し玉は白と黒」というキャッチコピーが付けられている。
福井健太による巻末解説や帯の紹介では、「行儀の良さを捨てた野心作」と評価されている。

## あらすじ
女子高生の平林美和は、義父に殴り殺された弟の"ユウちゃん"を内面に宿し、その囁きに従って「ファイナルプラン」と称した大量殺人計画を遂行しようとする。一方、同じクラスの倉持穂乃果は意識が高い社交的な性格で、学校での出来事や読んだ本など日常生活をブログに書き綴っていた。そんな倉持を嘲笑しながら、同じクラスの遠藤安子と共に準備を進めていた平林であったが…。